# Зыков, Олег Владимирович
Оле́г Влади́мирович Зы́ков (род. 19 августа 1955, Москва) — российский общественный деятель, к.м.н., доцент, директор института Наркологического здоровья нации, член Общественной палаты Российской Федерации трёх созывов.

## Биография

### Образование
1981 г. — окончил лечебный факультет Московского медицинского института им. Н. А. Семашко.
1981-1982 гг. — интернатура по психиатрии на базе московской Психиатрической больницы N15.
1993 г. — стажировка на базе клиники Эшли, штат Мериленд (США).
1993 г. — защитил диссертацию на соискание учёной степени кандидата медицинских наук по теме: «Модель организации раннего выявления наркологического контингента в условиях района крупного города».
1997 г. — учебный курс по подготовке экспертов по оценке социальных проектов с вручением международного сертификата.

### Профессиональная деятельность
Врач психиатр-нарколог высшей квалификационной категории, кандидат медицинских наук, с 1994 года является доцентом кафедры наркологии Московской Медицинской Академии им. И. М. Сеченова. Автор более чем 100 опубликованных в научных журналах статей по вопросам организации наркологической помощи, духовно-ориентированным методам лечения и др., а также публикаций по вопросам социальной политики и социального партнёрства, которые были использованы в материалах различных конференций и опубликованы в виде отдельных брошюр и монографий.
С 1987 г. по настоящее время — Заведующий (до 2012 года главный врач) филиалом (наркологическим диспансером) № 7 Московского научно-практического центра наркологии (до 2012 года Наркологического диспансера № 12).
Принял активное участие в становлении и развитии субкультуры групп самопомощи в России (Анонимные алкоголики — АА , Анонимные наркоманы — АН и др.). «Олег Зыков — один из знаменитых врачей-наркологов в России. Именно благодаря ему в Москве в своё время начала развиваться сеть анонимных наркоманов и алкоголиков» пишет корреспондент «Московского комсомольца»..
О. В. Зыков является членом попечительского совета службы обслуживания Анонимных Алкоголиков.
В 1992 году создал первый в России приют для детей из семей алкоголиков и наркоманов, где к данному моменту получили помощь более 1500 детей.
С 1993 по 2003 год в качестве главного детско-подросткового нарколога г. Москвы занимался созданием модели профилактики и реабилитации на основе разработанной им концепции и формированием системы медико — социальной и психолого — педагогической помощи детям и подросткам, склонным к употреблению наркотических средств и психотропных веществ. Результатом этой деятельности в 2002 году стало создание первого в России детско-подросткового наркологического реабилитационного комплекса для несовершеннолетних «Квартал». К сегодняшнему моменту в этом центре получили помощь более 3500 детей, имеющих различные патологические формы зависимого поведения.
18 июля 2012 года Общественная палата Российской Федерации учредила институт Наркологического здоровья нации под руководством О. В. Зыкова.
25 декабря 2015 года институт Наркологического здоровья нации был зарегистрирован в качестве «Региональной общественной организации содействия совершенствованию антинаркотической политики и реформе системы наркологической помощи „Институт Наркологического здоровья нации“».

### Общественная деятельность
- В 1987 году явился одним из инициаторов создания и возглавил благотворительный фонд «Нет алкоголизму и наркомании» (НАН).
- С 1992 года участвует в становлении и развитии общественного движения в России. Сформулировал концепцию социального государственного заказа, которая в дальнейшем легла в основу различных законодательных актов ряда регионов России.
- До 1993 года являлся экспертом по социальным вопросам Конституционной комиссии РФ.
- В 1994 году включён в состав первой Общественной палаты, созданной Указом Президента РФ Бориса Ельцина.
- Во время выборной кампании 1996 года являлся советником Центральной избирательной комиссии.
- На президентских выборах 2000 года — доверенное лицо Путина В. В.
- Член экспертного совета при Комитете по делам женщин, семьи и детей Государственной думы ФС РФ 3 и 4 созывов. Член Совета неправительственных организаций при Председателе Государственной Думы ФС РФ с момента создания Совета в апреле 2001 года.[5] Принимал участие в разработке федерального закона «О благотворительной деятельности и благотворительных организациях». Является одним из авторов федерального законопроекта «О государственном социальном заказе» и московского городского закона «О взаимодействии органов власти г. Москвы с негосударственными некоммерческими организациями».
- В апреле 2002 года избран сопредседателем Союза неправительственных организаций «Гражданское общество — детям России».[6][7]
- 19 октября 2002 г. Указом Президента РФ утверждён в качестве члена Комиссии по правам человека при Президенте РФ.[8]
- Инициировал формирование Общественного Совета при Министре юстиции РФ по проблемам деятельности уголовно-исполнительной системы РФ, в который вошёл с момента его создания 5 августа 2003 г.[9]
- Распоряжением Правительства РФ от 25 февраля 2004 году включён в состав Межведомственной комиссии по делам несовершеннолетних при Правительстве Российской Федерации.[10]. C 2006 года — член Правительственной Комиссии по делам несовершеннолетних и защите их прав РФ.[11]
- Член Правительственной Комиссии по профилактике правонарушений РФ с момента её создания.[12]
- Указом Президента РФ 25 сентября 2005 года был утверждён членом Общественной палаты Российской Федерации. Член Общественной палаты РФ первого, второго и третьего созывов. В Общественной палате РФ 1-го и 2-го созыва являлся руководителем рабочей группы по защите прав детей.[13] В Общественной палате 3-го созыва являлся руководителем рабочей группы по совершенствованию антинаркотической политики и реформе системы наркологической помощи.
- Заместитель руководителя Независимого экспертного Совета по психоактивным веществам (НЭСПАВ)[14][15], который возглавлял академик Воробьёв, Андрей Иванович.
- Член экспертного совета Фонда поддержки детей, находящихся в трудной жизненной ситуации.
- Член экспертного совета при Уполномоченном по правам человека в Российской Федерации.
- Член Общественного совета при ФСИН России (2007—2013).
- Член Общественного совета при ФСКН России (2007—2010).
- Член Общественного совета при Росалкогольрегулировании.
- Член экспертно-консультативного совета по поддержке общественных инициатив в области социальной политики и социального партнёрства при Минэкономразвития России.
- Член объединённой рабочей группы по обеспечению участия гражданского общества в административной реформе.
- Член Координационного совета по борьбе против табака при Минздравсоцразвития РФ/Минздраве РФ.
- Член совета «Национальной Медицинской Палаты» с момента её создания.[16]
- 18 июля 2012 года включён в состав Совета Общественной палаты Российской Федерации.
- Вошёл в состав (Распоряжение Председателя СФ ФС РФ от 30 марта 2016 года № 49рп-СФ) Совета по проблемам профилактики наркомании при Совете Федерации Федерального Собрания Российской Федерации, созданного на основании Постановления Совета Федерации Федерального Собрания РФ от 2 марта 2016 года № 94-СФ.

## Концепции
В рамках своей профессиональной деятельности О. В. Зыков разработал базовые концепции, на основе которых формируются программы первичной, вторичной и третичной профилактики зависимого поведения (согласно классификации ВОЗ):
- Концепция первичной профилактики «Позитивное большинство» легла в основу ряда профилактических программ для подростков и молодёжи и роликов социальной рекламы[18].
- Концепция вторичной профилактики «Реабилитационное пространство для несовершеннолетних группы риска»[19]. К настоящему времени эта концепция стала важным элементом формирования социальной политики в отношении несовершеннолетних в Российской Федерации.[20] В основу данной концепции легла разработка теории принятия эффективного решения в отношении несовершеннолетнего, оказавшегося в трудной жизненной ситуации.[21][22]
- Концепция третичной профилактики «Лечебная субкультура»[23] легла в основу формирования реабилитационных наркологических программ. В 2010 году под руководством Олега Зыкова разработана концепция «Правовая наркология. Концепция организационно-методического плана преобразования российской наркологической службы на основе правовых и мотивационных аспектов организации наркологической помощи, включая вопросы принудительного и обязательного лечения больных наркологического профиля.» Причины по которым возникла необходимость разработки концепции опубликована на сайте Общественной палаты.[24] В интервью[25] «Медицинской газете» Зыков изложил основные идеи концепции. Данная концепция и другие вопросы реформы наркологической помощи обсуждаются на сайте «Правовая наркология».

В течение многих лет на основе данных концепций реализовывались программы первичной, вторичной и третичной профилактики в ряде регионов РФ. Описание технологий и результатов реализации этих программ изложены в трёхтомнике «Профилактика зависимостей», изданном РБФ НАН в 2010 году под общей редакцией О. В. Зыкова.
- Том I. Позитивное большинство: технологии влияния на личный выбор (первичная профилактика).
- Том II. Реабилитационное пространство: ювенальные технологии (вторичная профилактика).
- Том III. Лечебная субкультура: технологии профилактики рецидива (третичная профилактика).

## Гражданская позиция

### Ювенальная юстиция
О. В. Зыков является инициатором воссоздания в России системы ювенальной юстиции.
"Сегодня на заседании палаты я хотел бы особо подчеркнуть деятельность фонда НАН во главе с его президентом Олегом Зыковым",- (СТЕНОГРАММЫ ОБСУЖДЕНИЙ-В.И.Зоркальцев).
О.В. Зыков свою позицию по данному вопросу регулярно излагает в многочисленных интервью средствам массовой информации и в выступлениях на тематических конференциях.
«Проблема ювенальной юстиции — прежде всего ментальная проблема. Вся наша жизнь, а судебная система — это стержневой технологический элемент нашей жизни, отражает наши ментальные проблемы. Решать их через поиск виновного и наказание виновного — репрессивный стандарт мышления. И наша судебная система абсолютно репрессивна в своей идеологии и своей технологии. Ювенальная юстиция — антипод этого репрессивного мышления. Именно с сопротивлением ментальной основе ювенальной юстиции мы и столкнулись» — из интервью журналу «Неволя» в феврале 2005 года.
«Ювенальная система должна представлять собой не карательный инструмент, лишающий родительских прав нерадивые семьи, а службу, которая защищает права семьи, сохраняя её» — из доклада Зыкова О. В. на II научно-практической конференции «Другое детство».
Зыков О. В. является шеф-редактором журнала «Вопросы ювенальной юстиции».

### Обязательное тестирование школьников на наркотики
Зыков О. В. активно участвовал в обсуждении вопроса обязательного тестирования школьников и студентов на наркотики, отстаивая позицию комплексного подхода к профилактике наркомании в образовательной среде на основе концепции «Позитивного большинства». Он считал, что обязательное всеобщее тестирование учащихся «бессмысленно и противозаконно». «Тестирование нельзя вырывать из серии других антинаркотических мер, а тему употребления наркотиков — из контекста человеческого поведения и выбора. Надо влиять на личный выбор молодых людей» — из интервью РИА-новости.

### Насилие в семье
«Не только беспризорность, но и детская наркомания, и преступность — это всё симптомы единой проблемы. Эта проблема — внутрисемейное насилие. И если симптомы нарастают, мы должны сделать вывод о растущих масштабах насилия в семье» — из интервью информационному агентству REGNUM.

### Социальные технологии
«Задача демографической политики — создание механизма, который приводит к тому, что в обществе появляются полноценные личности. Они смогут создать условия для развития этого общества.»

### Гражданское общество
В 2006 году по приглашению Президента РФ вошёл в список первых 42 членов Общественной палаты РФ 1-го созыва и ещё до момента окончательного формирования Общественной палаты в ноябре стал одним из инициаторов и совместно с рядом других членов ОП выступил с резким протестом против возможного принятия Госдумой проекта Федерального закона «О внесении изменений в некоторые законодательные акты Российской Федерации», предполагающего передачу контрольных функций над некоммерческими и общественными организациями Министерству юстиции РФ. «Зачем создавать ещё один контрольные органы с такими обширными и произвольными полномочиями? Нам коррупции что ли не хватает?»